# Your Honor
Your Honor est une série télévisée américaine en vingt épisodes d'environ 55 minutes adaptée de la série israélienne Kvodo (hébreu : כבודו). Elle est diffusée entre le 6 décembre 2020 et le 19 mars 2023 sur Showtime et Crave au Canada.
En France, la série est diffusée depuis [Quand ?] sur Canal+ et Paramount+. En Belgique, elle est disponible sur RTLplay, le site de streaming de RTL TVI. En Suisse, elle est diffusée sur RTS Un à partir du 2 mai 2022 et est disponible sur Play RTS jusqu'au 12 juin 2022.

## Synopsis
Un juge respecté à la Nouvelle Orléans, se retrouve face à un choix impossible lorsque son fils commet un délit de fuite après avoir causé un accident impliquant le fils d'un parrain de la pègre : livrer son fils aux autorités ou couvrir un criminel. 

## Distribution

### Principaux
- Bryan Cranston (VF : Jean-Louis Faure (saison 1) puis Stefan Godin (saison 2)) : Michael Desiato, un juge de la Nouvelle-Orléans
- Hunter Doohan (VF : Brice Ournac) : Adam Desiato, le fils de Michael impliqué dans un délit de fuite (saison 1)
- Hope Davis (VF : Ivana Coppola) : Gina Baxter, la femme de Jimmy
- Sofia Black-D'Elia (VF : Jessica Monceau) : Frannie Latimer, la professeure d'Adam qui a une liaison avec lui (saison 1)
- Isiah Whitlock Jr. (VF : Thierry Desroses) : Charlie, le meilleur ami de Michael
- Michael Stuhlbarg (VF : Pierre-François Pistorio) : Jimmy Baxter, le chef de la mafia
- Carmen Ejogo (VF : Annie Milon) : Lee Delamere, une avocate qui travaille aux côtés de Michael (saison 1, récurrente saison 2)
- Andrene Ward-Hammond (VF : Maïk Darah) : « Big Mo » (saison 2, récurrente saison 1)
- Keith Machekanyanga (VF : Eilias Changuel) : Trey « Little Mo » Monroe (saison 2, récurrent saison 1)
- Benjamin Flores Jr. (VF : Jonathan Gimbord) : Eugene Jones (saison 2, récurrent saison 1)
- Lilli Kay (VF : Vanessa Van-Geneugden) : Sofia « Fia » Baxter, fille de Jimmy Baxter (saison 2, récurrente saison 1)
- Jimi Stanton (VF : Frédéric Philippe) : Carlo Baxter, fils de Jimmy et Gina Baxter (saison 2, récurrent saison 1)

### Récurrents
- Amy Landecker (VF : Juliette Degenne) : Nancy Costello
- Tony Curran (VF : Cyrille Monge) : Frankie
- Chet Hanks (en) (VF : Julien Debuys) : Joey Maldini
- David Maldonado (VF : Jérôme Wiggins) : le lieutenant Brendan Cusack
- Lamar Johnson (en) (VF : Cédric Lemaire) : Kofi Jones (saison 1)
- Cullen Moss (VF : Éric Marchal) : l'inspecteur Rudy Cunningham
- Lorraine Toussaint (VF : Virginie Emane) : la juge Sara LeBlanc (saison 1)
- Mark Margolis (VF : Christian Pélissier) : Carmine Conti (saison 2)
- Mark O'Brien (VF : Stéphane Otero) : le Père Jay (saison 2)
- Ciara Renée (VF : Aurélie Konaté) : Janelle (saison 2)

### Invités
- Margo Martindale (VF : Coco Noël) : Elizabeth Guthrie
- Maura Tierney (VF : Laura Blanc) : Fiona McKee (saison 1)
- Rosie Perez (VF : Chantal Baroin) : Olivia Delmont (saison 2)

 Source et légende : version française (VF) sur RS Doublage

## Production

### Développement
Le développement de la série est annoncé par CBS Studios en août 2017.
Le 24 août 2021, la série est renouvelée pour une deuxième saison. Il est confirmé en juillet 2022 qu'il s'agira de la dernière saison.

#### Attribution des rôles
Bryan Cranston est annoncé comme protagoniste de la série fin janvier 2019. En août 2019, Michael Stuhlbarg, Sofia Black-D'Elia, Carmen Ejogo et Isiah Whitlock Jr. sont ajoutés à la distribution. En septembre 2019, Hope Davis est choisie pour jouer le rôle principal, avec Lilli Kay et Amy Landecker dans un rôle récurrent,.

#### Tournage
La photographie de la série a commencé le 16 septembre 2019 à la Nouvelle-Orléans, en Louisiane, mais a été suspendue en mars 2020 en raison de la pandémie de Covid-19. La production a repris le 7 octobre 2020.

## Épisodes

### Première saison (2020-2021)
Les épisodes, sans titres, sont numérotés de un à dix.

### Deuxième saison (2023)
Aussi composée de dix épisodes sans titres numérotés de onze à vingt, la saison est diffusée à partir du 15 janvier 2023 (13 janvier en ligne).

## Accueil

### Réception critique
L'agrégateur de critiques Rotten Tomatoes rapporte un taux d'approbation de 40 % basé sur trente critiques, avec une note moyenne de 5,56/10. On peut y lire : « Bryan Cranston est puissant en incarnant un père n'ayant rien à perdre, mais Your Honor ressemble trop à d'autres fictions, il existe de meilleures séries sur des hommes bons faisant de mauvaises choses. » Metacritic attribue à la minisérie une note moyenne pondérée de 60 sur 100 sur la base de 26 critiques, indiquant « des critiques mitigées ou moyennes ».

## Distinction

### Nomination
- Golden Globes 2021 : Meilleur acteur dans une mini-série ou un téléfilm pour Bryan Cranston